# Telmatobius cirrhacelis
Espèce
Statut de conservation UICN

 CR A2ace; B1ab(i,ii,iii,iv,v)+2ab(i,ii,iii,iv,v) : 
En danger critique
Telmatobius cirrhacelis est une espèce d'amphibiens de la famille des Telmatobiidae.

## Répartition
Cette espèce est endémique des Andes dans le sud de l'Équateur. Elle se rencontre entre 2 700 et 3 200 m d'altitude dans les provinces de Loja et de Zamora-Chinchipe.

## Publication originale
- Trueb, 1979 : Leptodactylid Frogs of the Genus Telmatobius in Ecuador with the Description of a New Species. Copeia, vol. 1979, no 4, p. 714-733.